# اس‌اس پاپوس
اس‌اس پاپوس (به انگلیسی: SS Papoose) یک زیردریایی بود که طول آن ۴۱۲ فوت (۱۲۶ متر) بود. این زیردریایی در سال ۱۹۲۱ ساخته شد.